# كلافيسانا
كلافيسانا هي كومونا (بلدية) في مقاطعة كونيو في منطقة بيدمونت الإيطالية، وتقع على بعد حوالي 70 كيلومترا (43 ميل) جنوب تورينو, وحوالي 30 كيلومترا (19 ميل) شمال شرق كونيو، وفي 31 ديسمبر 2004 بلغ عدد سكانها 845 نسمة، وتبلغ مساحتها 17.2 كيلومتر مربع (6.6 ميل مربع).

## نبذة
تحتوي بلدية كلافيسانا على فرازيوني (التقسيمات الفرعية ، وخاصة القرى والنجوع) مادونا ديلي نيف (موقع قاعة المدينة)، وغيغلياني، وسبارانزو، وسوري ، كوستا برا، وفيا، وبراتو ديل بوزو، وكرافيلي، وأنسالدي، وفيليرو، وغوريا، وتشيتشي، وسان بيترو، وسان بارتولوميو، وغاي، وجيرينو، وتيتي.
وتقع كلافيسانا على حدود البلديات التالية: باستيا موندوفي، وبلفيدير لانغي، وكارو، وسيغليي، وفاريجليانو، ومارساغليا، ومورازانو، وروكا سيغلي.

## المدن التوأم - المدن الشقيقة
- Rogno, Italy

## روابط خارجية
- www.clavesana.info/ نسخة محفوظة 20 يونيو 2009 على موقع واي باك مشين.